# Maddin in Love
Maddin in Love è una serie televisiva tedesca prodotta nel 2008 da Hurricane Fernsehproduktion.  Protagonista, nel ruolo di Maddin, è l'attore Martin Schneider; altri interpreti principali sono Nike Fuhrmann e Sönke Möhring.
La serie, trasmessa in prima visione dall'emittente Sat.1, consta di una sola stagione, composta da 8 episodi, della durata di 25 minuti ciascuno. Il primo episodio, intitolato Wahre Liebe, fu trasmesso in prima visione il 20 gennaio 2008; l'ultimo, intitolato Die große Liebe, fu trasmesso in prima visione il 10 febbraio 2008.

## Trama
Lo zoo dove lavora Martin "Maddin" Schneider è in procinto di chiudere i battenti a causa della scarsità di visitatori.  La possibile salvezza arriva tuttavia quando a Maddin viene comunicato di aver ereditato 8 milioni di euro: l'unica condizione per poter disporre materialmente dell'ingente somma è che il ragazzo trovi l'amore della sua vita e si sposi nel giro di appena quattro settimane.

## Premi e nomination
- 2008: Nomination al Deutscher Comedypreis[7]